# 지다이 (나카지마 미유키)
《지다이》(일본어: 時代/시대)는 나카지마 미유키의 두 번째 싱글이다. 1975년 12월 21일에 캐니언 레코드에서 발매되었다.

## 해설
나카지마 미유키의 대표 곡으로 알려져있다. 1975년 10월에 야마하 음악진흥회가 주최한 파퓰러송콘테스트 본선회와 같은 해의 야마하 뮤직 페스티벌에서 그랑프리를 수상했다.
이후 졸업식에서 불리거나 음악 교과서에 실리는 등 평가가 높아졌고, 1988년에는 야쿠시마루 히로코가 리메이크했다. 1993년에는 앨범 《시대-Time goes around-》에서 다시 리메이크되어, 지금은 이 앨범에서의 곡이 더 자주 방송된다. 한편 리메이크된 곡은 같은 해 12월에 발매된 싱글 〈시대/최후의 여신〉에 수록되었다.
2007년에 일본의 노래 백선에 뽑혔다. 가요로는 이례적인 일이다.

## 수록곡
1. 시대時代
2. 상처입은 날개傷ついた翼

1975년 5월에 파퓰러송콘테스트에 처음 나갔을 때 불렀던 곡. 나카지마는 이 곡으로 입상했다.